# Lipac
Lipac är ett samhälle i Bosnien och Hercegovina.   Det ligger i entiteten Republika Srpska, i den centrala delen av landet, 100 km norr om huvudstaden Sarajevo. Lipac ligger 215 meter över havet och antalet invånare är 1 307.
Terrängen runt Lipac är kuperad åt sydost, men åt nordväst är den platt.Runt Lipac är det ganska tätbefolkat, med 67 invånare per kvadratkilometer.. Närmaste större samhälle är Doboj, 2,4 km nordväst om Lipac. 
I omgivningarna runt Lipac växer i huvudsak blandskog.